# استان اسکی‌شهر
اَسکی‌شهر (به ترکی استانبولی: Eskişehir) نام یکی از استان‌های ترکیه است که مرکز آن هم شهر اسکی‌شهر است.

## شهرستان‌ها

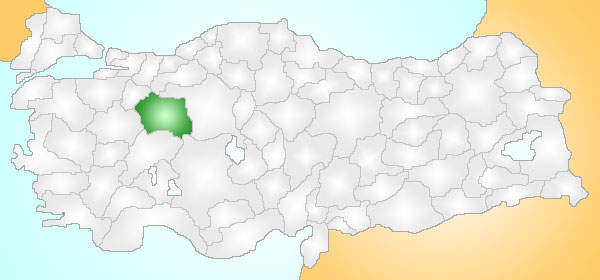
محل استان اسکی‌شهر در نقشهٔ ترکیه.

استان اسکی‌شهر ۱۴ شهرستان دارد:
- آبپو (Alpu)
- بیلیکووا (Beylikova)
- چفته‌لر (Çifteler)
- ادون‌پازاری (Odunpazarı)
- تپه‌باشی (Tepebaşı)
- گون‌یوزو (Günyüzü)
- خان (Han)
- اینونو (İnönü)
- محمودیه (Mahmudiye)
- محال قاضی (Mihalgazi)
- محالیچ‌چیک (Mihalıççık)
- ساریجه‌کایه (Sarıcakaya)
- سیدقاضی (Seyitgazi)
- سیوری‌حصار (Sivrihisar)